# Osmanská dynastie

Erb

Osmané vládli v Osmanské říši od roku 1281 do roku 1923. Faktickým zakladatelem dynastie byl Osman I. V roce 1383 se Murad I. jako první panovník Osmanské říše prohlásil za sultána. Od roku 1517 se sultánští panovníci označovali také za chalífy.

## Chánové
| pořadí | titul      | jméno              | přibližný rok vládnutí | úmrtí | poznámky                                                        |
| ------ | ---------- | ------------------ | ---------------------- | ----- | --------------------------------------------------------------- |
| 01.    | král Turků | Torak-chán (Turug) | 641–644                | 656   | stejné jméno identifikované v Kumánském rodokmenu               |
| 02.    | –          | Aj Kutluk          | 644–???                | 685   | –                                                               |
| 03.    | –          | Čemen Dur          | 667–671                | 724   | –                                                               |
| 04.    | –          | Jasak              | –                      | 768?  | –                                                               |
| 05.    | ?          | Tur Temur          | 779?                   | –     | –                                                               |
| 06.    | ?          | Gazi Neli-chán     | 833?                   | –     | –                                                               |
| 07.    | ?          | Bilge Kül-chán     | ???                    | –     | –                                                               |
| 08.    | ?          | Kara-chán          | 887?                   | –     | –                                                               |
| 09.    | ?          | Sungur             | –                      | 941?  | –                                                               |
| 10.    | ?          | Bulgaj             | –                      | 995?  | –                                                               |
| 11.    | ?          | Turadž Ortuk       | –                      | 1049? | –                                                               |
| 12.    | ?          | Bulši-chán         | ???–1050               | –     | –                                                               |
| 13.    | –          | Sakur              | –                      | 1052? | jeho bratr Šaru byl předek krále evropských Kumánů              |
| 14.    | –          | Kara Batur         | –                      | 1052? | –                                                               |
| 15.    | –          | Togrul-chán        | –                      | 1058  | –                                                               |
| 16.    | –          | Aj Kutluk          | –                      | 1097  | –                                                               |
| 17.    | –          | Gündüz Alp-chán    | ???–1113               | –     | –                                                               |
| 18.    | –          | Beg Temur          | –                      | 1165  | –                                                               |
| 19.    | –          | Kızıl Bughe        | –                      | 1183  | –                                                               |
| 20.    | –          | Kia Alp            | –                      | 1212  | předek jiné Turecké dynastie                                    |
| 21.    | –          | Kutalmiš           | –                      | –     | –                                                               |
| 22.    | –          | Sülejman-šáh       | ???–1227               | –     | –                                                               |
| 23.    | –          | Ertuğrul Gâzi      | 1227–1281              | 1281  | měl tři syny: Saru Batu Savdži-beje, Gündüz-beje a Osman Gâziho |

## Bejové
- Osman I. (1288–1326), který dal své jméno dynastii
- Orhan I. (1326–1359)

## Sultáni
- Murad I. (1359–1389), od 1383 sultán
- Bájezíd I. (1389–1402)

Osmanské interregnum v letech 1402–1413, kdy probíhal mezi Bájezídovými syny boj o následnictví.
- Mehmed I. (1413–1421)
- Murad II. (1421–1451)
- Mehmed II. (1451–1481)
- Bájezíd II. (1481–1512)

## Sultáni a chalífové
- Selim I. (Selim Hrozný) (1512–1520), od 1517 chalífa
- Sulejman I. (Sulejman Nádherný, Sulejman Zákonodárce) (1520–1566)
- Selim II. (1566–1574)
- Murad III. (1574–1595)
- Mehmed III. (1595–1603)
- Ahmed I. (1603–1617)
- Mustafa I. (1617–1618)
- Osman II. (1618–1622)
- Mustafa I. (1622–1623)
- Murad IV. (1623–1640)
- Ibrahim I. (1640–1648)
- Mehmed IV. (1648–1687)
- Sulejman II. (1687–1691)
- Ahmed II. (1691–1695)
- Mustafa II. (1695–1703)
- Ahmed III. (1703–1730)
- Mahmud I. (1730–1754)
- Osman III. (1754–1757)
- Mustafa III. (1757–1774)
- Abdulhamid I. (1774–1789)
- Selim III. (1789–1807)
- Mustafa IV. (1807–1808)
- Mahmud II. (1808–1839)
- Abdülmecid I. (1839–1861)
- Abdulaziz (1861–1876)
- Murad V. (1876)
- Abdulhamid II. (1876–1909)
- Mehmed V. (1909–1918)
- Mehmed VI. (1918–1922), poslední sultán
- Abdulmecid II. (1922–1924), pouze chalífa

## Hlavy dynastie Osmanů po roce 1924
- Abdulmecid II. (1926–1944)
- Ahmed IV. Nihad (1944–1954)
- Osman IV. Fuad (1954–1973)
- Mehmed Abdulaziz II. (1973–1977)
- Ali Vâsib (1977–1983)
- Mehmed VII. Orhan (1983–1994)
- Ertugrul Osman (1994–2009)
- Bayezid III. Osman (2009–2017)
- Dündar Ali Osman (2017–2021)
- Harun Osmanoğlu (2021–současnost)